# Список президентів Демократичної Республіки Конго
Список президентів Демократичної республіки Конго (Заїру) від 30 червня 1960 і донині:
| Період правління                                               | Назва посади                                    | Керівник            | Роки життя              |
| -------------------------------------------------------------- | ----------------------------------------------- | ------------------- | ----------------------- |
| 1 липня 1960 — 1 серпня 1964 — Республіка Конго                |                                                 |                     |                         |
| 1 липня 1960 — 1 серпня 1964                                   | глава держави                                   | Жозеф Касавубу      | 1910 — 24.03.1969       |
| 31 березня 1961 — 5 серпня 1961                                | глава держави (самопроголошений, у Стенлівіллі) | Антуан Гізенга      | нар. 05.10.1925         |
| 1 серпня 1964 — 27 жовтня 1971 — Демократична Республіка Конго |                                                 |                     |                         |
| 1 серпня 1964 — 24 листопада 1965                              | президент                                       | Жозеф Касавубу      | 1910 — 24.03.1969       |
| 25 листопада 1965 — 27 жовтня 1971                             | президент                                       | Мобуту Сесе Секо    | 14.10.1930 — 07.09.1997 |
| 27 жовтня 1971 — 16 травня 1997 — Республіка Заїр              |                                                 |                     |                         |
| 27 жовтня 1971 — 16 травня 1997                                | президент                                       | Мобуту Сесе Секо    | 14.10.1930 — 07.09.1997 |
| 17 травня 1997 — нині — Демократична Республіка Конго          |                                                 |                     |                         |
| 17 травень 1997 — 29 травня 1997                               | глава держави                                   | Лоран-Дезіре Кабіла | 27.11.1939 — 18.01.2001 |
| 29 травня 1997 — 16 січня 2001                                 | президент                                       | Лоран-Дезіре Кабіла | 27.11.1939 — 18.01.2001 |
| 17 січня 2001 — 24 січня 2019                                  | президент                                       | Жозеф Кабіла        | нар. 4.06.1971          |